# La máscara del demonio
La máscara del demonio (en italiano, La maschera del demonio), también conocida como Domingo negro, La máscara de Satan y La venganza del vampiro, es una película de terror italiana de 1960 dirigida por Mario Bava, con guion de Ennio de Concini, Mario Serandrei y Marcello Coscia (sin acreditar). Cuenta con la actuación de Barbara Steele, John Richardson, Arturo Dominici e Ivo Garrani. Fue el comienzo oficial de Mario Bava como director, pero había hecho esa labor en varias películas sin ser acreditado. 
Basada ligeramente en el cuento de Nikolai Gogol El viyi, la película muestra a una bruja que es ejecutada por su propio hermano, solo para regresar 200 años después para vengarse de sus descendientes.
Para los estándares de 1960, La máscara del demonio fue considerada inusualmente horrible, y su estreno fue prohibido en el Reino Unido hasta 1968 debido a su violencia. En los Estados Unidos, algunas de las escenas más sangrientas fueron censuradas, internamente, por el distribuidor American International Pictures antes de su estreno en cines del país, donde se mostró junto a The Little Shop of Horrors de Roger Corman. A pesar de la censura, Black Sunday recibió excelentes críticas y se convirtió en un éxito mundial, lanzando las carreras del director Mario Bava y la actriz Barbara Steele. Considerada un clásico del terror gótico, en 2004, una de sus secuencias fue votada número 40 entre "Los 100 Momentos mas Aterradores de las películas" por la Bravo TV network.

## Argumento
En Moldavia, en el año 1630, la hermosa bruja Asa Vajda (Barbara Steele) y su amante Javuto (Arturo Dominici) son sentenciados a muerte por brujería por el hermano de Asa. Antes de ser quemada en la hoguera, Asa jura venganza y lanza una maldición sobre los descendientes de su hermano. Una máscara de metal con puntas afiladas en el interior es colocada y amartillada sobre la cara de la bruja pero cuando se enciende la hoguera una repentina tormenta la apaga.
Dos siglos después, el Dr. Thomas Kruvajan (Andrea Checchi) y su asistente el Dr. Andre Gorobec (John Richardson), viajan a través de Moldavia en camino a una conferencia médica cuando una de las ruedas de su carruaje se rompe, requiriendo la reparación inmediata. Mientras esperan a su cochero para arreglarlo, los dos vagan en una cripta antigua cercana y descubren la tumba de Asa. Observando su máscara de muerte a través de un panel de vidrio, Kruvajan rompe por accidente el panel y la cruz que esta sobre este, mientras golpea un murciélago. A continuación, retira la máscara de muerte de Asa revelando un cadáver parcialmente preservado que es visible por debajo, cuyo rostro lo mira de forma malévola. Al cortase la mano con el cristal roto, parte de su sangre gotea sobre la cara muerta de Asa.
Volviendo fuera, Kruvajan y Gorobec se encuentran con Katia (también interpretada por Steele). Ella les dice que vive con su padre, el príncipe Vajda (Garrani) y su hermano Constantino (Enrico Oliveiri) en un castillo cercano que todos los aldeanos creen que está embrujado. Gorobec es instantáneamente atraído por la joven y bella mujer de aspecto triste. Los dos hombres la dejan y se dirigen a una posada.
La bruja Asa es devuelta a la vida por la sangre de Kruvajan. Ella se comunica con Javuto telepáticamente y le ordena que se levante de su tumba. Lo hace y se dirigen al castillo del Príncipe Vajda, donde Vajda sostiene un crucifijo para alejar al cadáver reanimado. Sin embargo, Vajda está tan aterrorizado por la visita que queda paralizado por el miedo. Katia y Constantin mandan a un sirviente a buscar al Dr. Kruvajan, pero el sirviente es asesinado antes de que pueda llegar a la posada. Es el malvado Javuto quien llega para llevar a Kruvajan al castillo. Javuto conduce a Kruvajan a la cripta de Asa, y Kruvajan mira con horror mientras su ataúd explota. Desde sus ruinas, la bruja hipnotiza a Kruvajan y dice que necesita unas gotas más de su sangre, ofreciéndole vida eterna (y una noche de placer) a cambio. Asa entonces lo besa, convirtiéndolo en su criado. Por orden de Asa, Kruvajan entra en la habitación de Vajda y lo asesina.
El plan de Asa es drenarle a Katia su vida, creyendo que este acto le otorgará la inmortalidad. Una niña que había visto a Javuto reunirse con Kruvajan en la posada describe al muerto a Gorobec. Un sacerdote reconoce que la descripción es la de Javuto. El sacerdote y Gorobec van a la tumba de Javuto y encuentran el cuerpo de Kruvajan dentro del ataúd. Al darse cuenta de que ahora es uno de los no-muertos, lo matan inmediatamente marcándolo con el signo de la cruz y clavando un trozo de madera a través de una de sus órbitas oculares.
Javuto encuentra a Katia y la lleva a Asa. Asa comienza a drenar a Katia, que envejece rápidamente durante el acto. Cuando la bruja va a tomar su sangre, es frustrada por el crucifijo alrededor del cuello de Katia. Gorobec entra en la cripta para salvar a Katia pero encuentra a Asa en su lugar. Asa pretende ser Katia y le dice a Gorobec que la ahora debilitada e inconsciente Katia es realmente la bruja. Ella le dice que mate a Katia inmediatamente clavándole una estaca. Él está de acuerdo, pero en el último momento se da cuenta del crucifijo que lleva puesto. Él se vuelve hacia Asa y abre su bata, revelando su cuerpo descarnado. Entonces el sacerdote llega con numerosos aldeanos portadores de antorchas y queman a Asa hasta la muerte. Katia despierta de su estupor, su vida y belleza restauradas.

## Reparto
- Barbara Steele: Katia Vajda/la princesa Asa Vajda.
- John Richardson: el Dr. Andre Gorobec.
- Andrea Checchi: el Dr. Thomas Kruvajan.
- Ivo Garrani: el príncipe Vajda.
- Arturo Dominici: Igor Javuto.
- Enrico Olivieri: el príncipe Constantine Vajda.
- Antonio Pierfederici: el párroco.
- Tino Bianchi: Ivan.
- Clara Bindi: el posadero.
- Mario Passante: el cochero.
- Renato Terra: Boris.
- Germana Dominici: Sonya (hija del posadero).

## Producción

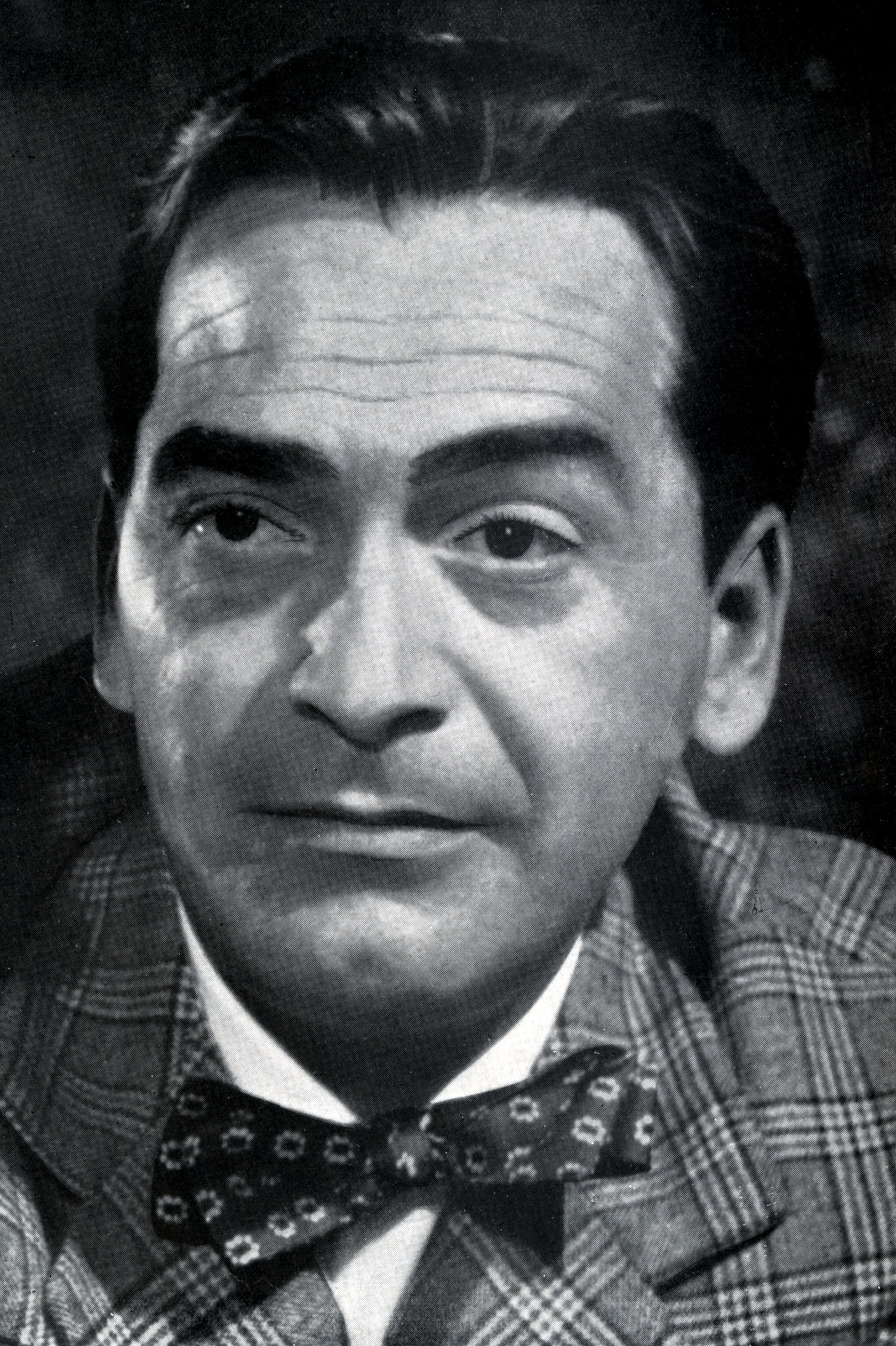
Andrea Checchi

### Preproducción
En 1959, Bava había asumido el puesto de director de The Giant of Marathon de Jacques Tourneur, que dejó la producción antes de que la mayoría de las secuencias principales se hubieran filmado. Bava, que había sido director de cámara de la película, completó la película rápida y eficientemente. Esta no fue la primera vez que Bava tuvo que salvar una película problemática para la compañía productora de The Giant of Marathon, Galatea Film. Durante ese mismo año, Bava había realizado un trabajo similar de rescate en Caltiki - El Monstruo Inmortal (1959), al sustituir a Riccardo Freda como director después de haber abandonado la filmación en medio de la producción. Incluso antes, había asumido el papel de director de "I Vampiri" (1957) después de que el temperamental Freda también hubiera abandonado el set de esa película después de sólo unos días. Bava no recibió en los créditos de pantalla el rol de director por ninguno de sus trabajos sobre estas tres películas de Galatea. Pero después de que Bava terminara Marathon, Nello Santi, el director de Galatea Film, le ofreció cualquier trabajo a su elección para su primer crédito como director.

### Guion
Como amante de la fantasía y el horror rusos, Bava decidió adaptar la historia de terror de 1835 de Nikolai Gogol "Viy" en un largometraje. Sin embargo, el guion resultante (de Bava, Ennio De Concini y Mario Serandrei) de hecho tenía muy poco del trabajo de Gogol, y parecía ser más un homenaje a las películas de terror góticas en blanco y negro de los años 30, especialmente las producidas por Universal Studios.
El guion sólo toma los elementos más rudimentarios de la historia -el escenario ruso y la idea de una bruja que vuelve a la vida- y tiene una narrativa completamente diferente.

### Criterios del reparto
Para el papel de la malvada Asa y su inocente descendiente Katia, Bava señaló: "Se necesitaba un tipo extraño, y elegimos a Steele de las fotos". Bava supuestamente encontró muy difícil trabajar con Steele. Según Bava, la actriz "era un tanto irracional, temerosa de los italianos. Un día se negó a ir al set, porque alguien le dijo que yo estaba usando un material especial que hacía que la gente parecía desnuda". Steele menciona: "Solo el Señor sabe que yo era suficientemente difícil, no me gustaron mis colmillos – los cambié tres veces, odié mi peluca – la cambié cuatro veces, no podía entender el italiano. No quise permitirles abrir mi vestido y exponer mis pechos, así que encontraron una doble que no me gustó en absoluto, así que terminé haciéndolo yo misma - borracha, apenas de dieciocho años, avergonzada y no fue muy fácil presentarme en el set."

### Rodaje
La producción de La maschera del demonio comenzó el 28 de marzo de 1960 en los estudios de Scalera Film. Los exteriores, así como algunos interiores, fueron filmados en un castillo alquilado en Arsoli. El último día de producción fue el 7 de mayo.
Steele nunca vio un guion completo para la película. En cambio, se le entregó simplemente las escenas que iba a filmar y su diálogo, todas las mañanas de la producción. Según Steele, "Nos daban las páginas día a día, no teníamos ni idea de lo que estaba pasando en esa película, tampoco teníamos ni idea del final ni del principio".
Debido al reciente éxito del Drácula de Hammer Productions, el productor quería una película en tecnicolor, pero Bava insistió en que debía ser en blanco y negro, tanto por cuestiones estilísticas como prácticas, ya que las secuencias de transformación mediante maquillaje requerían una base verde con toques estratégicos en rojo que se van sucediendo en los planos, que en una cámara en blanco y negro se ven respectivamente como un tono pálido y rasgos que van cambiando, un truco imposible en color.
Steele y Dominici originalmente llevarían colmillos de vampiros afilados, al estilo hammeriano, pero después de sólo unos días de filmación, los colmillos fueron desechados. El director de producción de la película, Armando Govoni, recordó: "Cuando vimos las escenas, especialmente en el primer plano, parecían demasiado falsos para que el editor de la película, Mario Serandrei los cortara."

### Música
La música original en italiano por Roberto Nicolosi fue distribuida por Digitmovies AE en 2005, junto con otra producción de Nicolosi de La muchacha que sabía demasiado. La música de Les Baxter fue lanzada originalmente en un LP promocional por el compositor, cuyo contenido hizo un debut en CD autorizado en un lanzamiento de 1992 por Bay Cities. Citadel Records reeditó el mismo material en 1997 y al igual que la versión anterior, este CD también contiene material musical de Barón Sangre, otra película de Bava que también recibió nueva música por Baxter para su versión norteamericana. La banda sonora completa de Baxter para Black Sunday fue lanzado en 2011 por Kritzerland, cuyo CD contiene la música en orden cronológico.

## Estreno
La película se estrenó en Italia el 11 de agosto de 1960. En 1961 se distribuye en los EE. UU., Francia, Japón, México y Alemania Occidental. En 1962 se mostró por primera vez en Austria y Dinamarca. A continuación, la película fue vista en Suecia (1963) y Finlandia (1964), pero fue prohibida en el Reino Unido hasta junio de 1968 debido a su contenido violento.

### Versión estadounidense
Samuel Z. Arkoff y James H. Nicholson, de American International Pictures, vieron la proyección de la versión en italiano de la película cuando estaban visitando Roma en busca de películas europeas viables y económicas para sus dobles proyecciones. Inmediatamente reconocieron la película como un posible éxito y compraron los derechos para los EE. UU. por 100.000 dólares, supuestamente más que el presupuesto de la película.